# Louis-Pantaléon-Jude-Amédée de Noé
Pour les articles homonymes, voir Noé.
Pour les autres membres de la famille, voir Famille de Noé.
Louis-Pantaléon-Jude-Amédée de Noé, né le 28 octobre 1777 au château de L'Isle-de-Noé et mort le 6 février 1858 à Paris, comte de Noé, pair de France, est un aristocrate français. 
Il émigre pendant la Révolution française et sert dans l'armée anglaise. À la Restauration, il est pair de France, succédant à son père. Il est indemnisé par la république d'Haïti parce que sa famille y possédait des habitations et des esclaves sous l'Ancien Régime.

## Biographie
Louis-Pantaléon-Jude-Amédée de Noé est né le 28 octobre 1777 au château de sa famille à L'Isle-de-Noé. Il est le second fils du comte Louis-Pantaléon de Noé, officier, propriétaire planteur à Saint-Domingue et de sa femme Charlotte de Noé,. Sa famille, la famille de Noé, appartient à la noblesse gasconne.

### Noble émigré
Le 1er janvier 1792, Louis-Pantaléon-Jude-Amédée de Noé part en émigration,. Il rejoint son père Louis-Pantaléon de Noé à Coblence, à la cour des princes, les deux frères de Louis XVI, le comte de Provence et le comte d'Artois. Il veut servir dans l'armée des Princes comme « lieutenant et aide de camp de son père », selon son dossier militaire. En effet, à l'automne 1791, après la fuite à Varennes et l'arrestation du roi, le comte de Noé a quitté la France, laissant à L'Isle-de-Noé sa femme, propriétaire en titre du château, et ses enfants. 
En 1793, père et fils sont passés en Angleterre. En septembre 1798, Louis-Pantaléon-Jude-Amédée de Noé s'engage dans l'armée britannique et part servir en Inde, en Égypte et à Ceylan,. Il participe en particulier au corps expéditionnaire dirigé contre l'armée française d'Égypte en 1800. Alors que son père rentre en France en 1802, amnistié, Louis-Pantaléon-Jude-Amédée de Noé reste dans l'armée britannique.
Il est le seul garçon survivant de sa fratrie, ses deux frères, Jacques Roger Marie Léon de Noé et François Louis Édouard de Noé ayant été tués dans l'armée napoléonienne en 1813.

### Pair de France

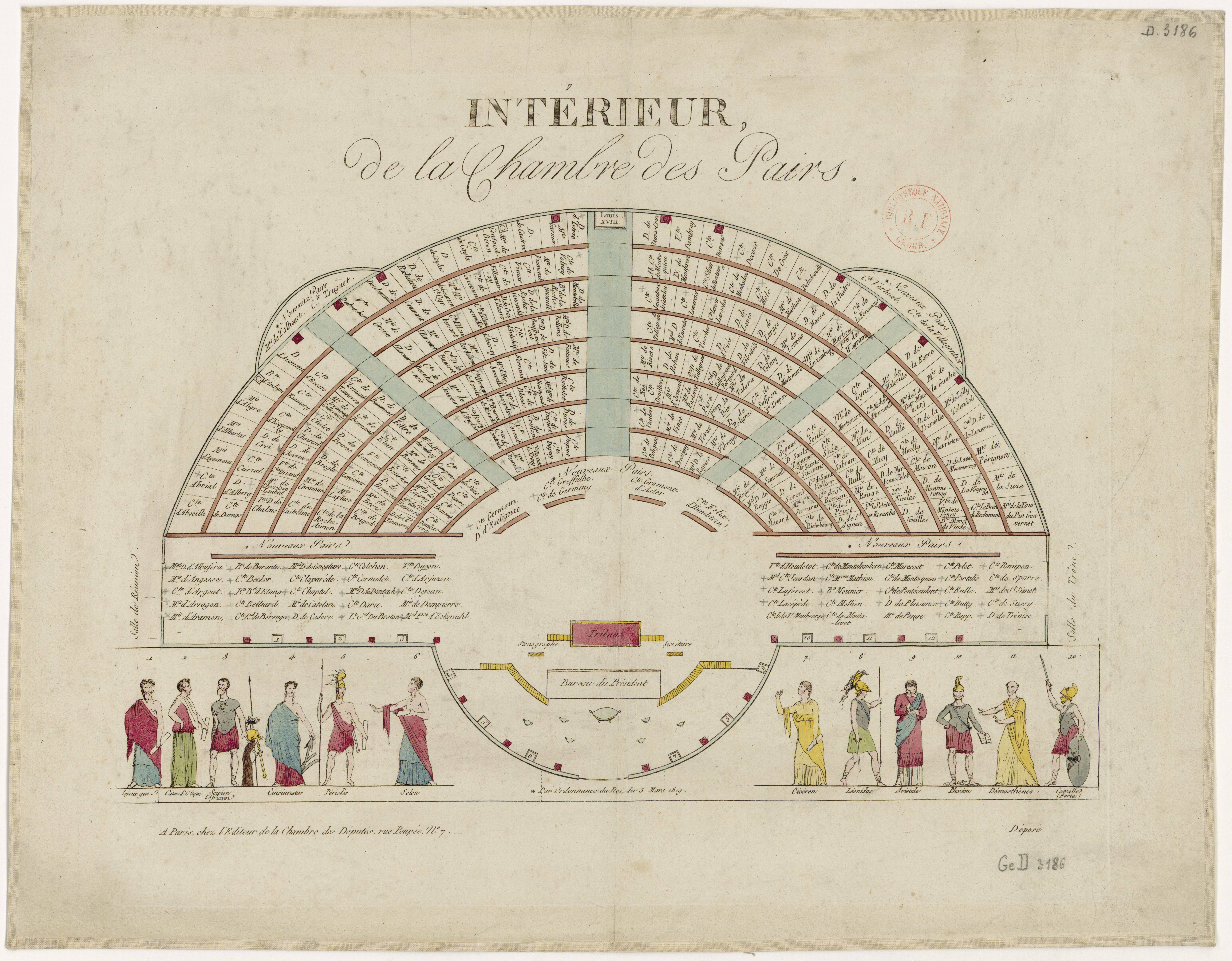
Intérieur de la Chambre des pairs en 1819. La place de Louis-Pantaléon-Jude-Amédée de Noé est indiquée.

Le 9 avril 1816, après la mort de son père, Louis-Pantaléon-Jude-Amédée de Noé lui succède comme pair de France. En effet, le comte Louis-Pantaléon de Noé a été nommé membre de la Chambre des pairs héréditaires lors de la seconde Restauration, par l'ordonnance du 17 août 1815,,.
Il reste à la Chambre des pairs jusqu'à sa  suppression en 1848, ayant en 1830 prêté serment au gouvernement de Louis-Philippe, et se retire ensuite. Il est l'auteur d'un album de portraits des pairs de France.

### Un riche notable

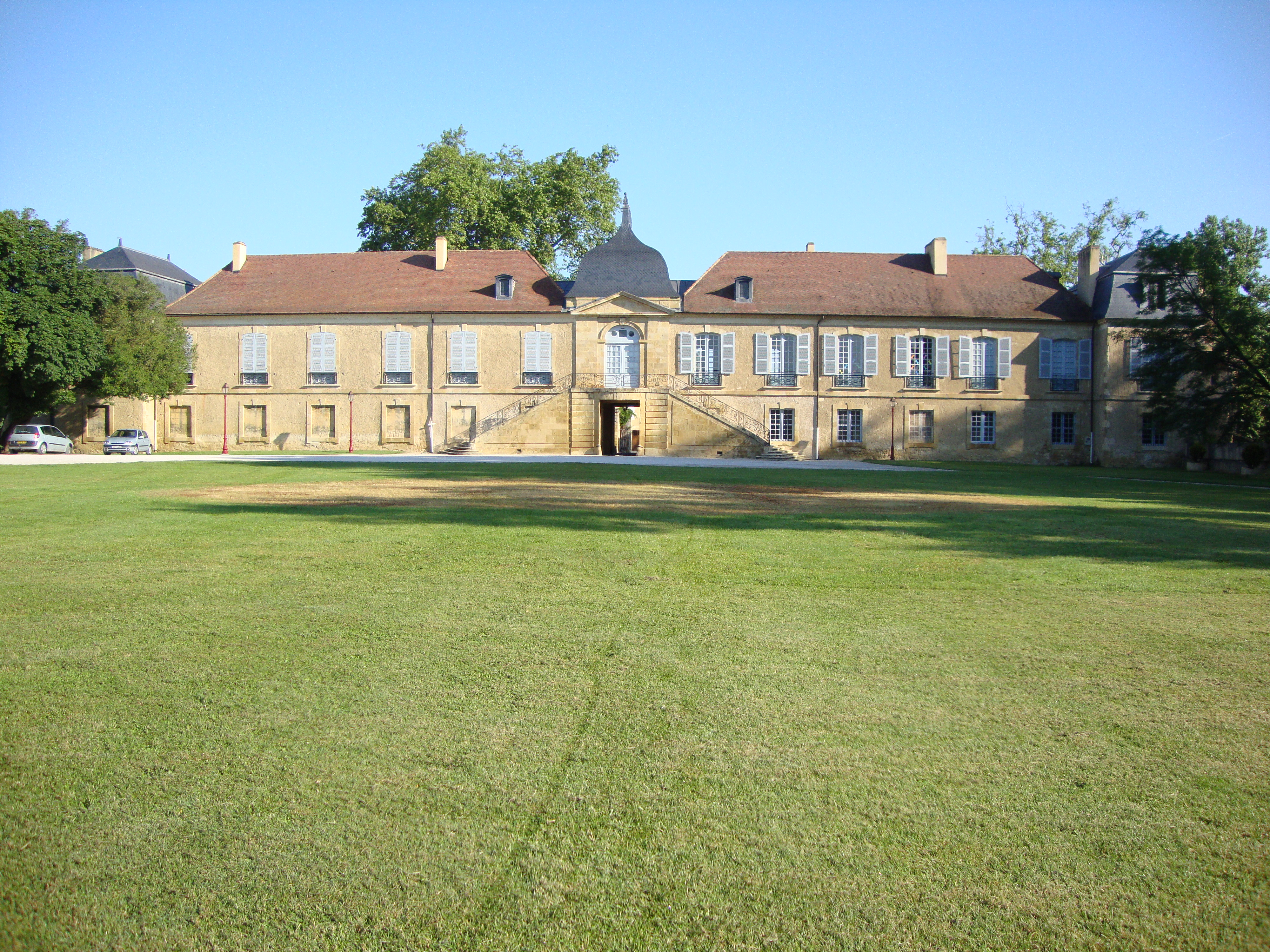
Château de L'Isle-de-Noé

Le 7 février 1818, Louis Pantaléon Jude Amédée de Noé rachète le château familial de L'Isle-de-Noé, que ses parents avaient dû vendre pendant la Révolution mais dans lequel sa mère avait continué à vivre. 
En 1820, il est gentilhomme de la chambre du roi,.
Dans le cadre de l'indemnisation des propriétaires d'esclaves par la république d'Haïti, exigée par la France en 1825 échange de sa reconnaissance de l'indépendance de la jeune république, les quatre enfants de la famille de Noé survivants, Louis-Pantaléon-Jude-Amédée de Noé et ses trois sœurs, reçoivent chacun 66 784,93 francs pour leur ancienne habitation des Manquets et 13 817,21 francs pour leurs anciennes habitations Bréda. La famille touche donc au total 322 408,36 francs d'indemnité,.
Il meurt le 6 février 1858 à Paris. Un de ses fils, Amédée, fait carrière comme dessinateur et caricaturiste, sous le pseudonyme de Cham.

### Famille et descendance
Louis-Pantaléon-Jude-Amédée de Noé épouse le 30 janvier 1804, à Surrey en Angleterre Françoise-Catherine Hallidey, morte à Paris le 3 février 1855. Ils ont six enfants :
- François-Thomas de Noé, marquis de Noé dit le vicomte de Noé (1806-1887), épouse en 1831 Laurette-Marie-Mélanie Trousset[15] ;
- William-Maittand, né le 20 février 1806 à Colombo et mort au château de L'Isle-de-Noé le 10 octobre 1869, chef d'escadron de cavalerie[15] ;
- Louis-Robert-Jean, né le 21 mai 1809 à Colombo et mort à Paris le 14 septembre 1865, colonel de spahis[15] ;
- Amédée Charles Henri, né le 26 janvier 1819 à Paris et mort dans la même ville le 1er juin 1880, dessinateur connu sous le pseudonyme de Cham[15] ;
- Louisa, épouse N. Manners, amiral anglais[15] ;
- Marie-Anne, née à Paris en 1815, morte à Paris le 6 octobre 1852, chanoinesse de Sainte-Thérèse[15].

## Œuvres
- Mémoires relatifs à l'expédition anglaise partie du Bengale en 1800 pour aller combattre en Égypte l'armée d'Orient, Paris, Imprimerie royale, 1826, 288 p. (lire en ligne)[8].

## Décoration
Grand officier de la Légion d'honneur le 14 juillet 1845,.

## Héraldique
| Blason | Blasonnement : Losangé d'or et de gueules,. |